# 我的名字叫紅
《我的名字叫红》（土耳其語：Benim Adım Kırmızı）为土耳其作家奧尔罕·帕穆克所著的一部长篇小说，于1998年出版。该书确立了作者在国际上的文学地位。全书以一件发生在伊斯兰世界的谋杀案件作为主轴，探讨生命与艺术的存在意义及信仰的冲突。

## 故事简介
1590年末的伊斯坦布尔，苏丹秘密委托制作一本伟大的书籍，颂扬他的生活与帝国。四位当朝最优秀的细密画家齐聚京城，分工合作，精心绘制这本旷世之作。
此时离家12年的青年黑终于回到他的故乡——伊斯坦布尔，迎接他归来的除了爱情，还有接踵而来的谋杀案……
一位细密画家失踪了，随即被发现死于深井中，奉命为苏丹绘制抄本的长者也惨遭杀害。遇害的画家究竟是死于画师间的夙仇、爱情的纠葛、还是与苏丹的这次秘密委托有关？
苏丹要求宫廷绘画大师奥斯曼和青年黑在三天内查出结果，而线索，很可能……就藏在书中未完成的图画某处。
一只狗、一棵树、一枚金币、红色，两具尸体及死亡，甚至凶手全都站出来了，他们仿若有生命般，靠着自己的经历与观察，仔细地告诉我们每一条蛛丝马迹。

## 版本
《我的名字叫红》，世纪出版社，上海人民出版社 ISBN 9787208061750
《我的名字叫红》，譯者：李佳姍，麥田出版社，2004/06/14

## 獎項
《我的名字叫紅》獲得2003年國際IMPAC都柏林文學獎、法國文藝獎和義大利格林扎納·卡佛文學獎 。